# Championnat des Seychelles de football 2016
Navigation
Saison précédente Saison suivante
La saison 2016 de Barclays First Division est la trente-septième édition de la première division seychelloise. Les douze équipes engagées s'affrontent en matchs aller et retour au sein d'une poule unique. À la fin du championnat, le dernier du classement est relégué tandis que le onzième doit affronter le vice-champion de D2 en barrage de promotion-relégation.
C'est le club de Côte d'Or FC qui remporte la compétition cette saison après avoir terminé en tête du classement final, devant le double tenant du titre, Saint-Michel United. Il s'agit du deuxième titre de champion des Seychelles de l'histoire du club, après celui remporté en 2013.

## Les équipes participantes
- Anse Réunion FC
- Saint-Michel United
- La Passe FC
- Light Stars FC
- Northern Dynamo
- Saint-Louis Suns FC
- Revengers FC
- Foresters Mont Fleuri FC
- Plaisance FC - Promu de D2
- Saint-John Bosco FC - Promu de D2
- Côte d'Or FC
- The Lions Cascades FC

## Compétition

### Classement
Le classement est établi sur le barème de points classique (victoire à 3 points, match nul à 1, défaite à 0).
| Rang | Équipe                   | Pts | J  | G  | N | P  | Bp | Bc | Diff |
| ---- | ------------------------ | --- | -- | -- | - | -- | -- | -- | ---- |
| 1    | Côte d'Or FC             | 45  | 21 | 14 | 3 | 4  | 45 | 21 | +24  |
| 2    | Saint-Michel United'T'C  | 38  | 22 | 12 | 2 | 6  | 38 | 23 | +15  |
| 3    | La Passe FC              | 35  | 22 | 9  | 8 | 5  | 40 | 23 | +17  |
| 4    | Foresters Mont Fleuri FC | 35  | 21 | 10 | 5 | 6  | 34 | 26 | +8   |
| 5    | Saint-Louis Suns FC      | 35  | 19 | 10 | 3 | 6  | 31 | 32 | -1   |
| 6    | Light Stars FC           | 31  | 21 | 9  | 4 | 8  | 39 | 37 | +2   |
| 7    | Anse Réunion FC          | 29  | 20 | 7  | 8 | 5  | 24 | 23 | +1   |
| 8    | Revengers FC             | 28  | 21 | 7  | 7 | 7  | 26 | 26 | 0    |
| 9    | Northern Dynamo          | 28  | 20 | 7  | 7 | 6  | 30 | 36 | -6   |
| 10   | The Lions Cascades FC    | 25  | 19 | 7  | 4 | 8  | 23 | 26 | -3   |
| 11   | Saint-John Bosco FCP     | 17  | 22 | 4  | 5 | 13 | 19 | 32 | -13  |
| 12   | Plaisance FCP            | 0   | 22 | 0  | 0 | 22 | 7  | 51 | -44  |

| Légende : Qualifications et relégations | Légende : Qualifications et relégations                                                     |
| --------------------------------------- | ------------------------------------------------------------------------------------------- |
|                                         | Qualification pour la Ligue des champions de la CAF 2017                                    |
|                                         | Qualification pour la Coupe de la confédération 2017                                        |
|                                         | Participation au barrage de promotion-relégation                                            |
|                                         | Relégation directe en deuxième division                                                     |
|                                         | T : Tenant du titre P : Promu de deuxième division C : Vainqueur de la Coupe des Seychelles |

### Résultats

#### Barrage de promotion-relégation
Le 11e de First Division, Saint-John Bosco FC, affronte le vice-champion de deuxième division en barrage.
| 17 décembre 2016 | Saint-John Bosco FC      | 2 - 1 | (D2) Real Maldives | Stade Linité               |                            |
|                  | Quatre 72e · Esparon 79e |       | 5e Crea            | Arbitrage : Kerens Yocette | Arbitrage : Kerens Yocette |
|                  | (Rapport)                |       |                    | Arbitrage : Kerens Yocette | Arbitrage : Kerens Yocette |

- Les deux formations se maintiennent dans leur championnat respectif.

## Bilan de la saison
| Championnat des Seychelles de football 2016 |                           |
| Champion                                    | Côte d'Or FC (2e titre)   |
| Coupes et trophées                          |                           |
| Vainqueur de la Coupe des Seychelles 2016   | Saint-Michel United       |
| Qualifications continentales                |                           |
| Ligue des champions de la CAF 2017          | Côte d'Or FC              |
| Coupe de la confédération 2017              | Saint-Michel United       |
| Promotions et relégations                   |                           |
| Promus en Barclays First Division           | Red Star Defence Force FC |
| Relégués en Division Two                    | Plaisance FC              |